# Dipoena destricta
Dipoena destricta är en spindelart som beskrevs av Simon 1903. Dipoena destricta ingår i släktet Dipoena och familjen klotspindlar.
Artens utbredningsområde är Sierra Leone. Inga underarter finns listade i Catalogue of Life.